# Löwenäffchen

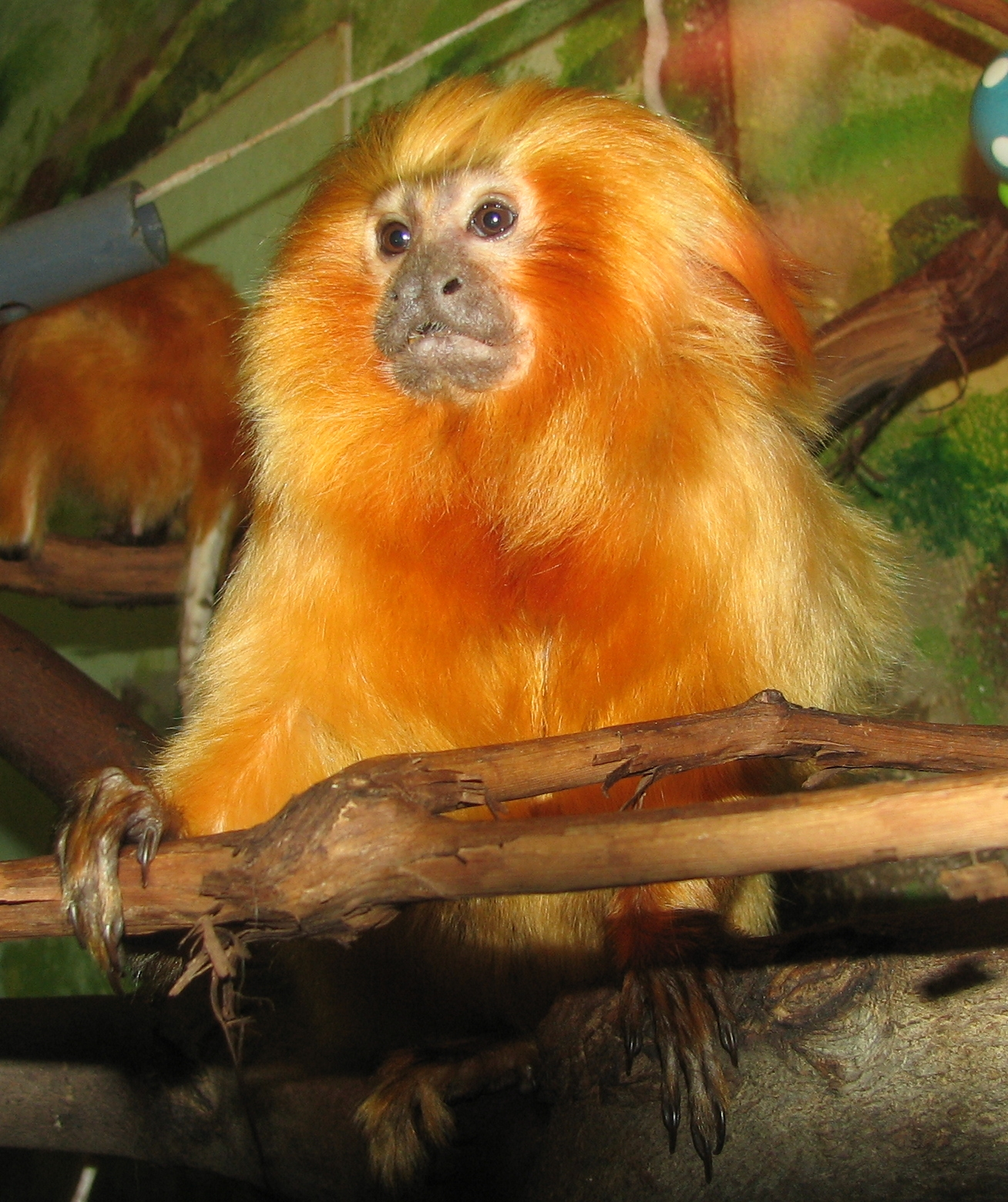
Goldenes Löwenäffchen (Leontopithecus rosalia)

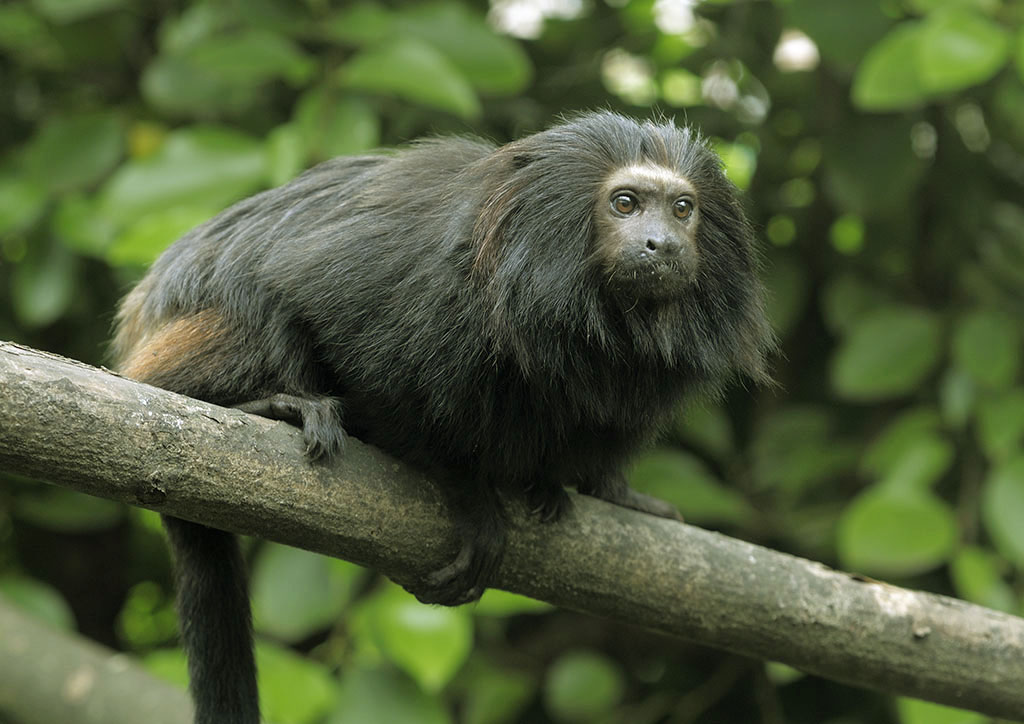
Rotsteißlöwenäffchen (Leontopithecus chrysopygus)

Die Löwenäffchen (Leontopithecus) sind eine Gattung aus der Familie der Krallenaffen (Callitrichidae). Alle vier Arten leben in Südostbrasilien und sind in ihrem Bestand bedroht.

## Merkmale
Löwenäffchen sind die größten Vertreter der Krallenaffen. Sie erreichen eine Kopfrumpflänge von 20 bis 34 Zentimetern, dazu kommt noch der 30 bis 40 Zentimeter lange Schwanz. Ihr Gewicht beträgt etwa 500 bis 600 Gramm. Ihr dichtes, seidiges Fell ist je nach Art schwarz oder goldgelb gefärbt, manchmal auch gemustert. Namensgebendes Merkmal sind die mähnenartigen Haare im Schulterbereich. Ihre Gesichter sind flach und unbehaart. Wie bei allen Krallenaffen befinden sich an den Fingern und Zehen (mit Ausnahme der Großzehe) Krallen statt Nägeln.

## Verbreitung und Lebensweise
Löwenäffchen leben ausschließlich im südöstlichen Brasilien. Ihr Verbreitungsgebiet umfasst das südliche Bahia, Rio de Janeiro, São Paulo und den Norden Paranás. Lebensraum dieser Tiere sind die Atlantischen Regenwälder, vor allem im küstennahen Flachland.

## Lebensweise
Löwenäffchen sind tagaktiv, zur Nachtruhe ziehen sie sich in Baumhöhlen oder ins Pflanzendickicht zurück. Sie halten sich vor allem in den Bäumen auf und bevorzugen Gebiete mit dichter Vegetation mit Kletter- und Schlingpflanzen. Sie bewegen sich auf allen vieren fort, können aber auch gut springen.
Löwenäffchen leben in kleinen Gruppen von meist drei bis sieben Tieren. Die Gruppen sind entweder Familiengruppen mit ihrem Nachwuchs oder können mehrere ausgewachsene Männchen und Weibchen enthalten. Innerhalb der Gruppe herrscht ein ausgeprägtes Sozialverhalten: die gegenseitige Fellpflege und das Teilen der Nahrung spielen eine wichtige Rolle. Die einzelnen Tiere der Gruppe bleiben meist in Sichtkontakt und verständigen sich durch Schreie untereinander. Gegenüber fremden Tieren wird das etwa 40 bis 70 Hektar große Territorium mit Geschrei oder aggressiver Mimik verteidigt.

## Nahrung
Löwenäffchen sind Allesfresser, die sowohl tierische (Insekten, Spinnen, Schnecken, Vogeleier und kleine Wirbeltiere) als auch pflanzliche Nahrung (vorwiegend Früchte) zu sich nehmen.

## Fortpflanzung
Innerhalb einer Gruppe pflanzt sich immer nur ein Paar fort, selbst wenn mehrere ausgewachsene Tiere eines Geschlechts vorhanden sind. Nach 120- bis 130-tägiger Tragzeit bringt das Weibchen meistens Zwillinge zur Welt. Die ganze Gruppe beteiligt sich an der Aufzucht der Jungen, in erster Linie aber der Vater. Mit drei Monaten werden die Jungen entwöhnt, mit 18 bis 24 Monaten sind sie geschlechtsreif. Aufgrund der Sozialstruktur pflanzen sich die Tiere aber erst später erstmals fort.
Die Lebenserwartung von Löwenäffchen beträgt bis zu 18 Jahre.

## Gefährdung

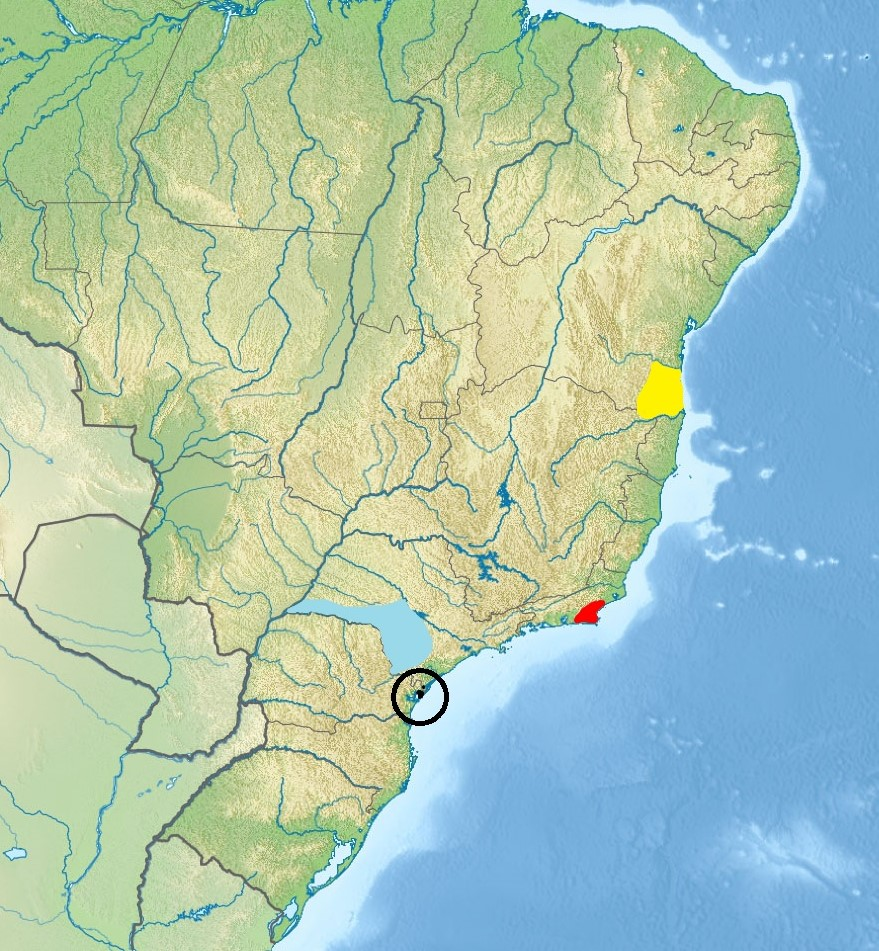
Die Verbreitungsgebiete der vier Arten
Goldkopflöwenäffchen
Goldenes Löwenäffchen
Rotsteißlöwenäffchen
Schwarzkopflöwenäffchen

Zu den natürlichen Feinden der Löwenäffchen zählen Pardelkatzen, Schlangen und Greifvögel. Die Hauptgefährdung liegt jedoch in der Zerstörung ihres Lebensraums. Die Regenwälder Südostbrasiliens sind stärker als andere von der Abholzung betroffen, es existiert nur mehr ein Bruchteil der Wälder in dieser Region. Dazu kommt, dass die Tiere oft illegal eingefangen und als Heimtiere am Schwarzmarkt verkauft werden. Deshalb zählen Löwenäffchen zu den bedrohtesten Primatenarten. Alle vier Arten sind bedroht, das Schwarzkopflöwenäffchen ist laut IUCN vom Aussterben bedroht (critically endangered).

## Systematik
Die Löwenäffchen werden in vier Arten unterteilt [in eckigen Klammern, das Verbreitungsgebiet in der Karte rechts]:
- Das Goldene Löwenäffchen (Leontopithecus rosalia) hat ein gänzlich goldgelbes Fell.
- Das Goldkopflöwenäffchen (Leontopithecus chrysomelas) hat einen schwarzen Körper, nur die Mähne und die Vorderpfoten sind golden.
- Das Rotsteißlöwenäffchen (Leontopithecus chrysopygus) ist fast durchwegs schwarz, lediglich die Gesäßregion ist rotbraun gefärbt.
- Das Schwarzkopflöwenäffchen (Leontopithecus caissara) weist einen gelben Körper auf, nur die Mähne, die Pfoten und der Schwanz sind schwarz gefärbt.

Der wissenschaftliche Gattungsname ist aus dem lateinischen Wort leon (Löwe), der lateinischen Verkleinerungsform -to und dem griechischen Wort pithékos (Affe) gebildet.